# The Elder Miss Blossom
The Elder Miss Blossom è un film muto del 1918 diretto da Percy Nash.

## Trama
La non più giovane signorina Blossom si prende cura del fratello vedovo e di sua figlia. La famiglia dei Blossom conosce un esploratore tornato in patria dopo una spedizione e ne diventa amica. L'uomo si innamora della ragazza ma deve nuovamente ripartire: le lascia così una lettera dove dichiara il suo amore. Il biglietto, però, viene erroneamente consegnato alla signorina Blossom sbagliata: innamorata segretamente del bell'esploratore, crede che ciò che legge sia indirizzato a lei e si mette ad aspettarlo, progettando il suo matrimonio con lui.

## Produzione
Il film fu prodotto dalla G.B. Samuelson Productions.

## Distribuzione
Distribuito dalla Sun, il film uscì nelle sale cinematografiche britanniche nel settembre 1918. Il 10 agosto 1919 venne distribuito anche negli Stati Uniti, dove furono usati i titoli Choosing a Wife o Wanted a Wife.